# STS-48
La STS-48 è una missione spaziale del Programma Space Shuttle.

## Equipaggio
- John O. Creighton (3) - Comandante
- Kenneth S. Reightler, Jr. (1) - Pilota
- James F. Buchli (4) - Specialista di missione
- Charles D. Gemar (2) - Specialista di missione
- Mark N. Brown (2) - Specialista di missione

Tra parentesi il numero di voli spaziali completati da ogni membro dell'equipaggio, inclusa questa missione.

## Parametri della missione
- Massa:
  - Navetta al rientro con carico: 87.321 kg
  - Carico utile: 7.865 kg
- Perigeo: 575 km
- Apogeo: 580 km
- Inclinazione orbitale: 57.0°
- Periodo: 1 ora, 36 minuti, 12 secondi